# دانشکده علوم دانشگاه کره
دانشکدهٔ علوم دانشگاه کُره (به انگلیسی Korea University College of Science) در شهر سئول در کشور کره جنوبی واقع شده‌است. این دانشکده در سال ۱۹۵۲ میلادی به عنوان زیرمجموعهٔ دانشکدهٔ «علوم مقدماتی» که متمرکز بر آموزش علوم پایه است شکل گرفت. این دانشکده مجموعهٔ وسیعی از رشته‌های دانشگاهی در مقطع کارشناسی، کارشناسی ارشد و دکترا ارائه می‌کند.  بیشتر ساختمان‌های این دانشکده در میدان «هانا» قرار دارند . البته دانشکدهٔ مهندسی، دانشکدهٔ علوم زیست و زیست‌فناوری و بسیاری دیگر هم از این ساختمان‌ها استفاده می‌کنند.

## تاریخچه
دانشگاه کُره خود در سال ۱۹۰۵ میلادی شروع به کار کرد اما دانشکدهٔ علوم در سال ۱۹۵۲ میلادی تأسیس شد.  پیش از این تاریخ، دانشکدهٔ علوم زیر مجموعهٔ دانشکدهٔ هنر و علوم بود. دانشکدهٔ علوم شامل دانشکدهٔ ریاضیات/فیزیک، شیمی و زیست می‌شود. پس از سال ۱۹۵۲ میلادی، این دانشکده پیوسته بزرگتر و مستقل‌تر شده‌است تا جایی که دانشکدهٔ زیست‌شناسی از این گروه جدا شده و خود تبدیل به یک دانشکدهٔ بزرگ مستقل شده‌است. در حال حاضر هشت صد دانشجوی کارشناسی و ۶۳ استاد تمام وقت در این دانشکده مشغول به تحصیل و کار هستند.  

## تجهیزات
نه مؤسسهٔ تحقیقاتی در این دانشکده مشغول به کار هستند. علاوه بر این نه مؤسسه، مؤسسهٔ علوم پایهٔ کُره در سئول در سال ۱۹۹۳ توسط این دانشکده افتتاح شده‌است. در سال ۱۹۹۶ چونگ چو-یونگ، رئیس هیئت مدیرهٔ گروه صنعتی هیوندایی یک ساختمان کامل به این دانشکده هدیه داد. ساختمان «علوم آسان» دارای شش طبقه و یک طبقهٔ زیر زمین به مساحت ۲۰ هزار متر مربع است. این ساختمان محل استقرار هر چهار دانشکدهٔ زیر مجموعهٔ دانشکدهٔ علوم است. آزمایشگاه‌های تحقیقاتی و سیستم‌های کامپیوتری شبکه شده، اتاق‌های کنفرانس مجهز به سیستم‌های چند رسانه‌ای و تجهیزات پشتیبانی همگی در این ساختمان قرار دارند.

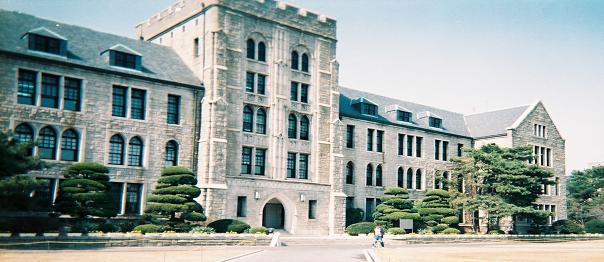
University Hall

## گرایش‌های علمی

### دانشکده‌ها
دانشکدهٔ علوم از چهار دانشکدهٔ ریاضیات، فیزیک، شیمی و علوم محیط زیست و زمین‌شناسی تشکیل شده‌است. دانشجوهای کارشناسی همزمان با تحصیل در یکی از رشته‌های این دانشکده می‌توانند در دانشکده‌های دیگر هم ثبت‌نام و همزمان دو کارشناسی دریافت کنند.

### علوم بین رشته‌ای
- ریاضیات علوم ارتباطات
- رمزشناسی
- مطالعهٔ علوم و فناوری
- زیست‌فیزیک و فیزیک‌پزشکی